# Мемориальный музей-заповедник Н. А. Римского-Корсакова

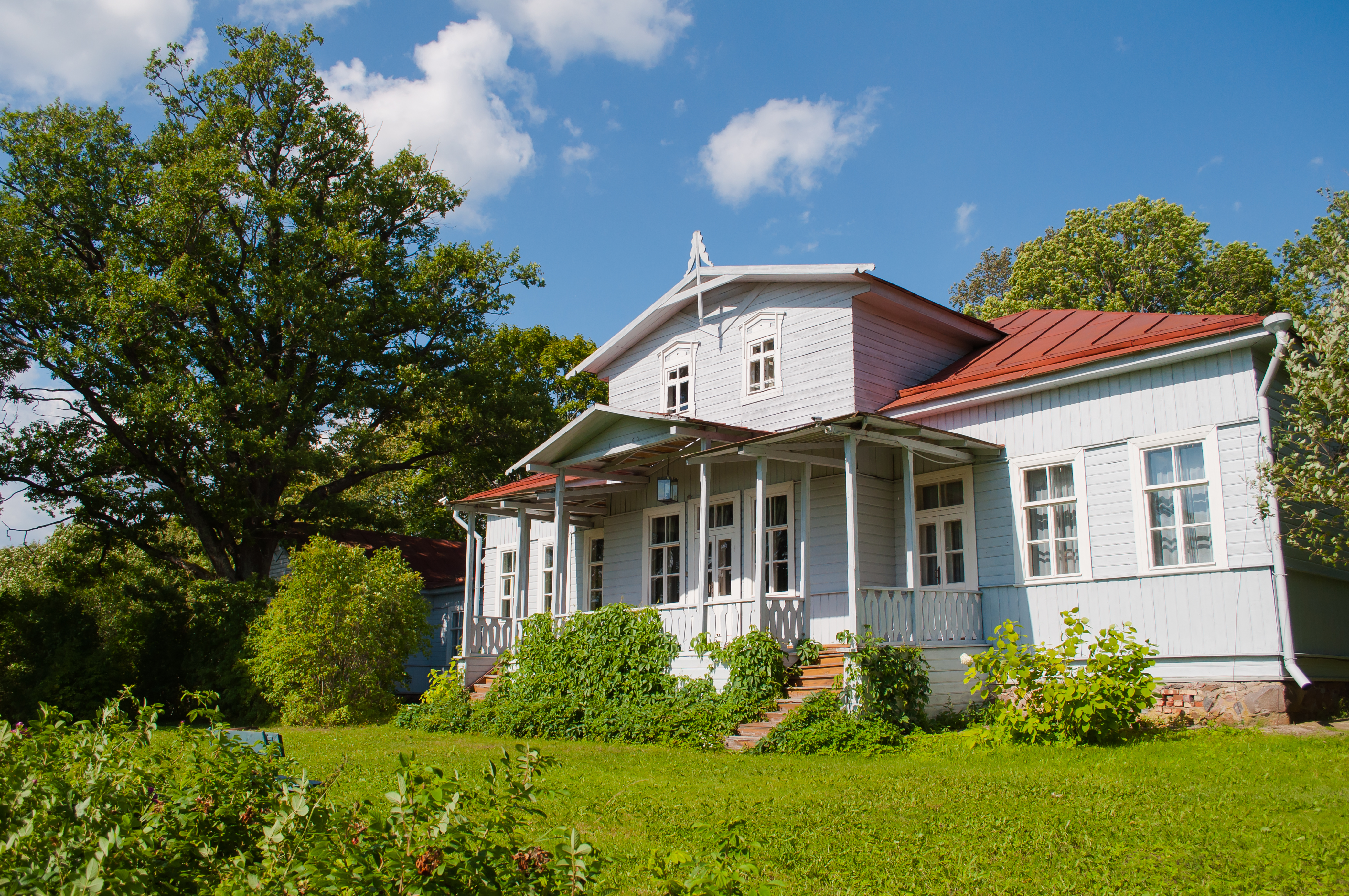
Усадьба Любенск — дом-музей. Мемориальный музей-заповедник Н. А. Римского-Корсакова, Август 2013 г.

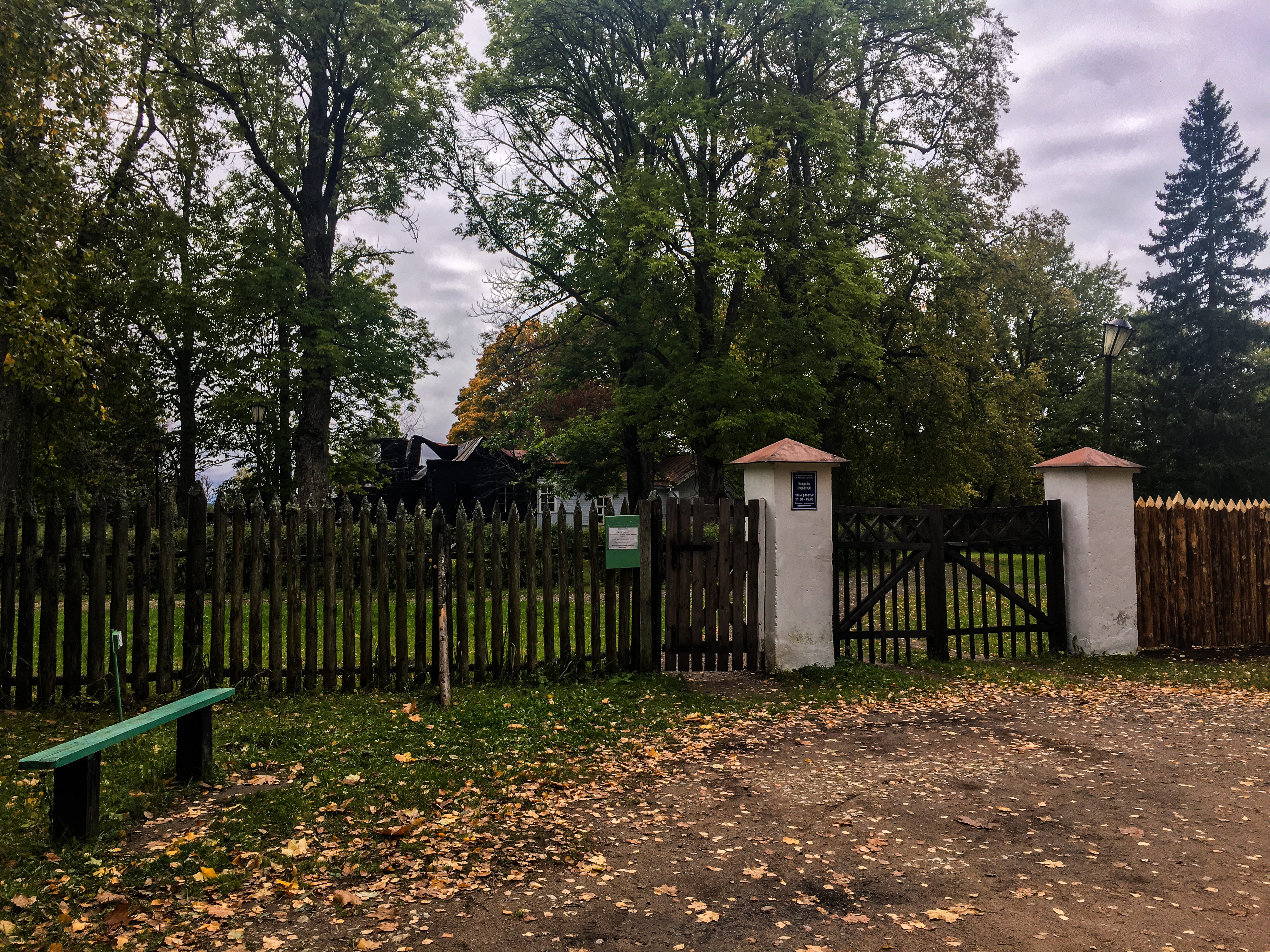
Усадьба Любенск — вид на сгоревший дом со стороны ворот, Мемориальный музей-заповедник Н. А. Римского-Корсакова, Сентябрь 2022 г.

Мемориальный музей-заповедник Н. А. Римского-Корсакова — музей композитора Н. А. Римского-Корсакова, расположенный в Плюсском районе Псковской области.

## Описание
Музей-заповедник охватывает территории двух усадеб, принадлежавших композитору, — Любенска и Вечаша. Впервые Н. А. Римский-Корсаков приехал в Вечашу, в имение Огарёвой, в 1894 году, потом проводил с семьёй лето 1904 и 1905 года. Затем он поселился в Любенской усадьбе в 1907 году, вскоре купив её. В 1908 году композитор скончался в усадьбе.
Любенск находился в собственности семьи композитора до зимы 1920 года, когда землю занял совхозом: он вырубил аллеи, дом два раза горел. Вечаша находилась в собственности дворянской семьи Огарёвых до 1919 года, затем также вошла в состав совхоза. Усадебный дом сохранялся в качестве жилья для крестьян, но в 1929 году был разобран на строительные материалы.
В 1995 году восстановлены господские дома и часть построек в Вечаше и Любенске. Из подлинных построек сохранился каменный ледник и конюшня валунно-кирпичной постройки.

### Любенск
Здесь Римский-Корсаков сочинил оперу «Золотой петушок». В доме воссоздана обстановка, представлены его сочинения, портреты, документы и личные вещи.
Композитор писал: 
«Дом стоит на относительно высоком месте, прекрасный вид на озеро, огромный сад, сирени в изобилии, а в данную минуту роскошно цветут жасмины и душистые пионы».
В 2019 году усадьбы Римского-Корсакова при реорганизации музея не хотели включать в его состав, а планировали присоединить к Российскому национальному музею музыки в Москве. Тогда депутат Плюсского районного собрания и директор музея-усадьбы Евгений Барканников протестовал против этого решения, и сумел добиться сохранения усадьбы за Псковским музеем-заповедником.
2 июля 2022 года около 18:00 в доме-музее в районе подкровельного перекрытия в левой части здания при выполнении работ по гидроизоляции мягкой кровли с использованием газовой горелки началось возгорание. Горела кровля на площади 625 м². Удалось спасти около половины материальных ценностей, находящихся в музее. К тушению привлекались 22 человека и 12 единиц техники.
По свидетельству директора музея-заповедника Светланы Мельниковой, удалось спасти 1125 экспонатов, потеряно было 1082 экспоната: «Основные сокровища бесценные и невосполнимые спасены: посмертная маска, клавир „Золотого петушка“, золотое перо, личные вещи». Председатель комитета по охране объектов культурного наследия Псковской области Вадим Нэдик заявил, что работы в музее-усадьбе Римского-Корсакова не были с ним согласованы. Через пару дней после пожара в усадьбе Следственный комитет Псковской области возбудил уголовное дело по статье 243.1 УК РФ «Нарушение требований сохранения объектов культурного наследия народов РФ», максимальное наказание по этой статье до двух лет лишения свободы.
После пожара от здания уцелело около трети. В 2023 году прошли первоочередные противоаварийные и консервационные работы: каменный фундамент сгоревших секций накрыли, чтобы он не страдал от прямых осадков. По некоторым данным, уже подготовлена концепция воссоздания. Однако, по словам врио председателя комитета по культуре Псковской области Илианны Петровой, по данным на январь 2025 года, научно-проектная документация еще не разработана, а значит, неизвестны и сроки воссоздания. Тем не менее Псковский музей-заповедник продолжает подавать заявки на финансирование.

### Вечаша

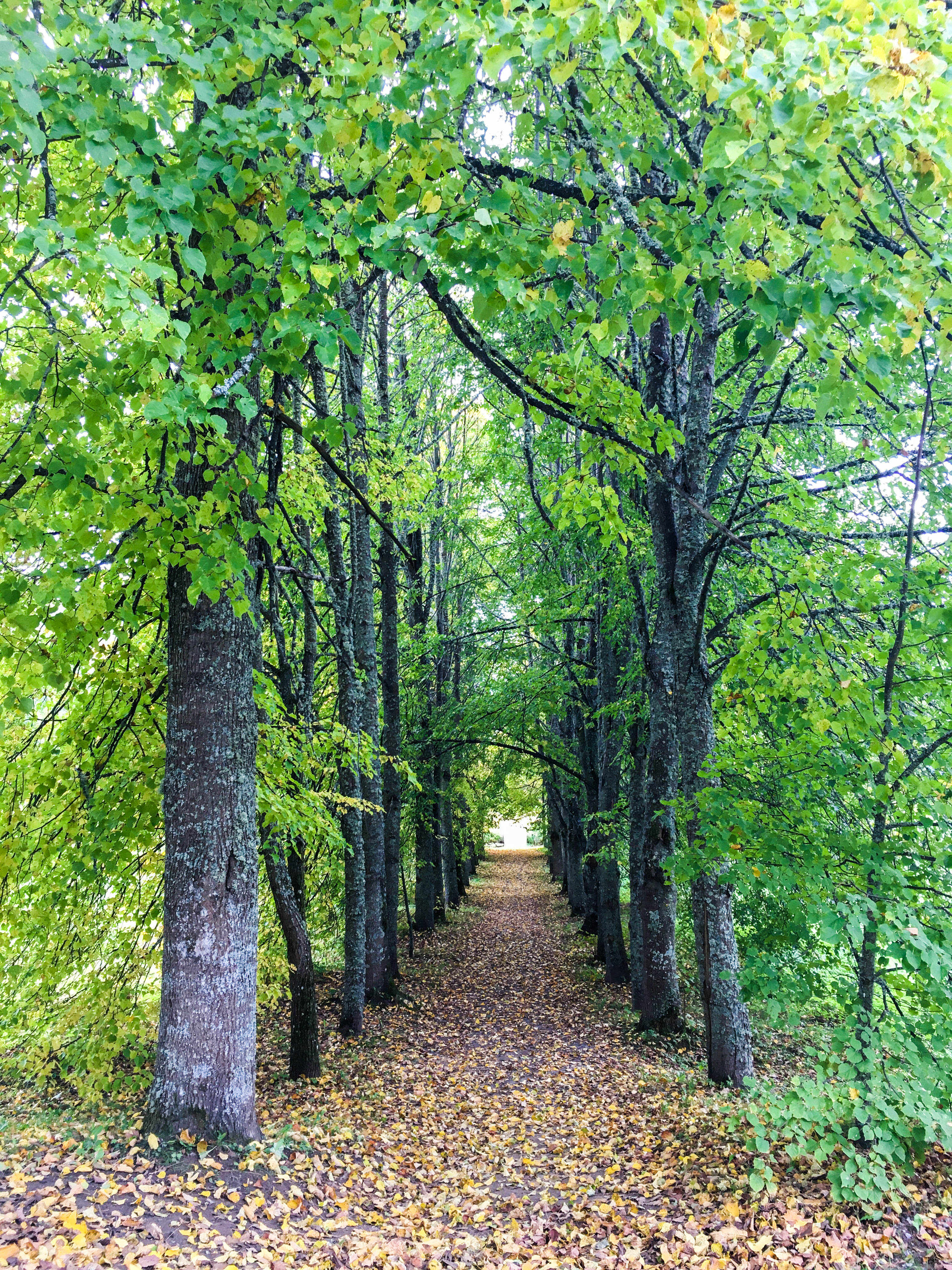
Усадьба Вечаша — аллея в сторону пруда и озера, Мемориальный музей-заповедник Н. А. Римского-Корсакова, Сентябрь 2022 г.

В усадьбе Вечаша он сочинил оперы «Ночь перед Рождеством», «Садко», «Царская невеста», «Сказка о царе Салтане», «Сказание о невидимом граде Китеже». Представлена также коллекция крестьянского быта конца XIX века.
В «Летописи моей музыкальной жизни» он описывал место:
«Дом тяжелой и неуклюжей постройки, но вместительный и удобный. Купанье прекрасное. Ночью луна и звезды чудно отражаются в озере. Птиц множество. Лес поодаль, но прекрасный. Работа спорилась. За лето почти полностью была написана опера „Ночь перед Рождеством“».

## Экспозиции
- «Природа в творчестве Н. А. Римского-Корсакова» (Вечаша)
- «Последние годы жизни и творчества Н. А. Римского-Корсакова» (Любенск)